# Seleção de Futebol de Darfur
A Seleção de Futebol de Darfur é a equipe que representa Darfur, uma região situada no oeste do Sudão. Todos os seus jogadores vivem em campos de refugiados no vizinho Chade. Participou da Copa do Mundo VIVA de 2012 e da Copa do Mundo ConIFA de 2014.

## Copa do Mundo VIVA de 2012
Depois que Darfur perdeu os dois jogos do Grupo contra o Chipre do Norte (0-15) e a Provença (0-18) no Grupo C, eles tiveram que jogar uma partida de Qualificação para as semifinais do 5º ao 8º lugar. Como a equipe de Darfur perdeu o jogo contra o Saara Ocidental por 5-1, ficou em 9º lugar e durou em sua primeira competição internacional. Moubarak Haggar Dougom marcou o primeiro gol para Darfur aos 46 minutos.

## Copa do Mundo ConIFA de 2014
Darfur competiu na Copa do Mundo ConIFA de 2014, ganhando o prêmio fair play.